# Pius Zingerle
Pius Zingerle, nato Peter Jacob Zingerle (Merano, 1801 – Abbazia di Monte Maria, 1881), è stato un orientalista austriaco.

## Biografia
Benedettino, fu docente all'università di Roma dal 1862 al 1865 ed ebbe tra i suoi allievi il giovane Ignazio Guidi. È ricordato per aver riordinato e curato gli scritti di Efrem il Siro.